# کوسیاکوفکا
کوسیاکوفکا (انگلیسی: Kosyakovka) یک شهرک در شهرستان استرلیتاماکسکی استان باشقیرستان کشور روسیه است.